# Estação Comendador Ermelino
A Estação Comendador Ermelino é uma estação ferroviária pertencente à Linha 12–Safira da CPTM, localizada no distrito de Ermelino Matarazzo, Zona Leste da cidade de São Paulo. Ao lado da estação está localizado o parque industrial do bairro.

## História
Em meados de 1921 foram iniciadas as obras da ferrovia Variante de Poá pela Estrada de Ferro Central do Brasil. Apesar de estarem quase prontas e até mesmo de operação de alguns trens esporádicos desde 1926, a ferrovia foi aberta ao tráfego oficialmente em 1.º de janeiro de 1934, apenas para trens de carga.
A abertura para passageiros se deu em 1.º de maio do mesmo ano. Uma de suas estações foi erguida no então conhecido Jardim Matarazzo, bairro operário que sediava uma das fábricas das Indústrias Reunidas Fábricas Matarazzo. A estação foi aberta em 1934, recebendo o nome de Ermelino Matarazzo.
Mesmo que tenha passado por diversas administrações, federais e estaduais, funcionava no prédio original de 1926, até ser demolido em 2006, com os usuários utilizando uma estação provisória até 29 de janeiro de 2008, quando foi reinaugurada pela CPTM em um novo prédio, em substituição ao antigo.

## Tabela
| Sigla | Estação             | Inauguração            | Integração               | Plataforma | Posição    | Notas                                                                                       |
| ----- | ------------------- | ---------------------- | ------------------------ | ---------- | ---------- | ------------------------------------------------------------------------------------------- |
| ERM   | Comendador Ermelino | 7 de fevereiro de 1926 | Bilhete Único da SPTrans | Central    | Superfície | Estação construída pela EFCB Reconstruída pela CPTM e reinaugurada em 29 de janeiro de 2008 |

## Obras de arte

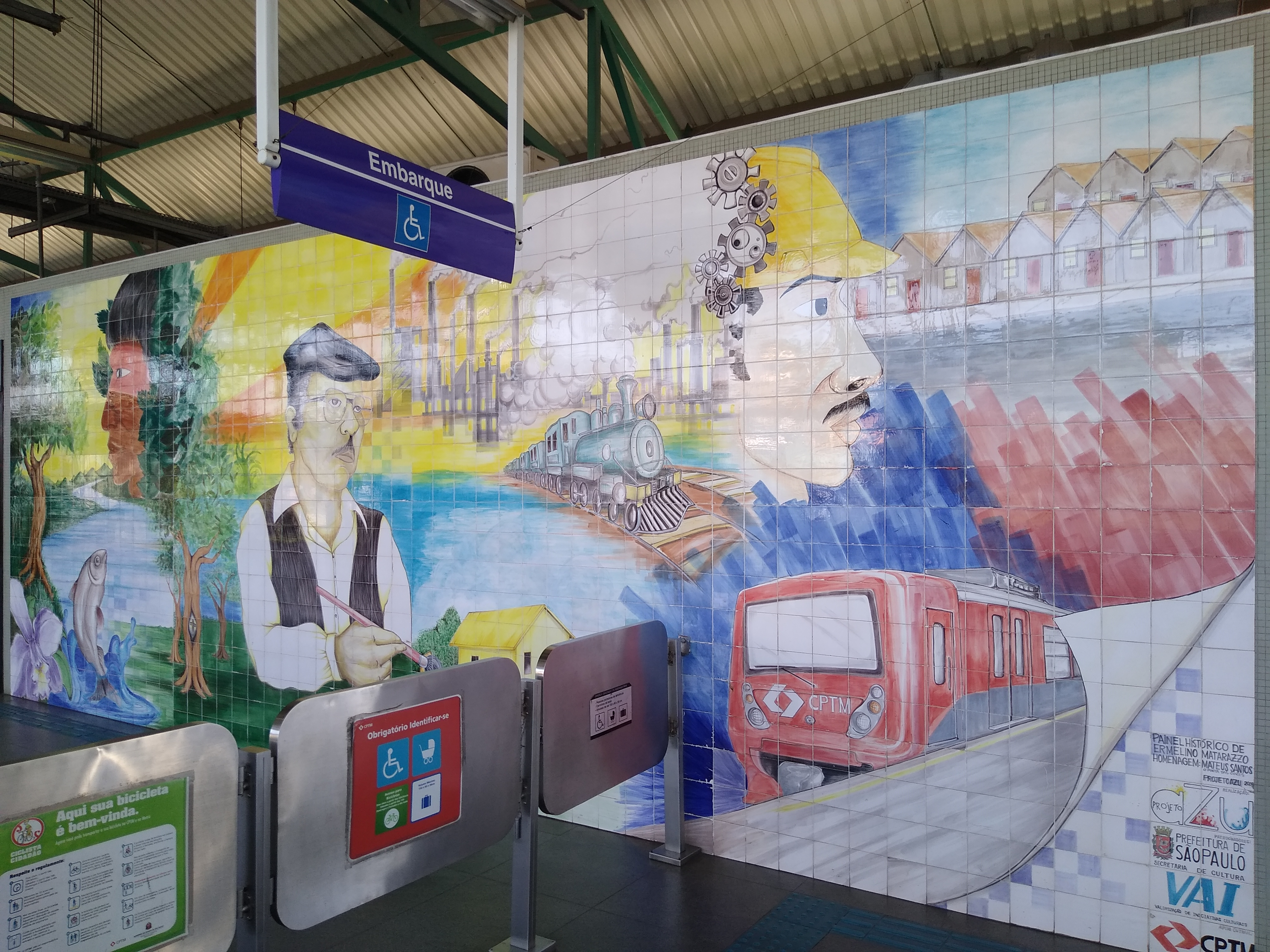
Mural da Estação Comendador Ermelino

- Painel Histórico de Ermelino Matarazzo (209), do Projeto Azu. Painel composto por azulejos pintados, formando um mural de 3 × 8 metros.[5][6][7]